# 慈溪站
慈溪站是中国浙江省慈溪市规划中的一座铁路车站。车站为通苏嘉甬铁路中间站，位于慈溪市坎墩街道三塘江以北、浒崇公路以东区域，距离慈溪市中心6公里。车站为高架站，规模为2台6线，站房位于车站南侧，西端设有综合维修车间。车站可换乘宁波轨道交通10号线慈溪火车站。